# Paçó
Paçó é uma povoação portuguesa sede da Freguesia de Paçó do Município de Vinhais, freguesia com 16,92 km² de área e 154 habitantes (censo de 2021), tendo, por isso, uma densidade populacional de 9,1 hab./km².
É por vezes designada por Paçó de Vinhais. Foi vila e sede de concelho entre 1312 e 1836. Este era constituído pelas freguesias de Paçó de Vinhais, Santa Cruz, Vila Verde de Vez, Prada e Quintela. Tinha, em 1801, 1187 habitantes.

## Demografia
A população registada nos censos foi:
| Distribuição da População por Grupos Etários | Distribuição da População por Grupos Etários | Distribuição da População por Grupos Etários | Distribuição da População por Grupos Etários | Distribuição da População por Grupos Etários |
| -------------------------------------------- | -------------------------------------------- | -------------------------------------------- | -------------------------------------------- | -------------------------------------------- |
| Ano                                          | 0-14 Anos                                    | 15-24 Anos                                   | 25-64 Anos                                   | > 65 Anos                                    |
| 2001                                         | 29                                           | 25                                           | 97                                           | 85                                           |
| 2011                                         | 10                                           | 18                                           | 90                                           | 73                                           |
| 2021                                         | 11                                           | 7                                            | 76                                           | 60                                           |

## Património
- Igreja Paroquial de Paçó
- Igreja Filial de Quintela
- Pelourinho de Paçó